# Лю Юаньюань
Лю Юаньюань (кит. упр. 柳圆圆, пиньинь Liǔ Yuányuán; 17 марта 1982) — китайская биатлонистка. На международной арене выступает с сезона 1999/2000, когда она выиграла бронзовую медаль на чемпионате мира по биатлону среди юниоров в Хохфильцене. В 2005—2008 годах принимала участие в чемпионатах по лыжным гонкам, участвовала в зимних Олимпийских играх 2006 года. С 2008 года вновь переключилась на биатлон.
Приняла участие в соревнованиях по биатлону и лыжным гонкам в рамках зимних Всемирных военно-спортивных игр 2010 года, где выиграла «серебро» в гонке патрулей (была «лидером» команды — нестреляющим бегуном).

## Кубок мира
- 2008—2009 — 71-е место (49 очков)
- 2009—2010 — 73-е место (30 очков)